# Saint-Aubin-le-Cauf
Pour les articles homonymes, voir Saint-Aubin.
Saint-Aubin-le-Cauf est une commune française située dans le département de la Seine-Maritime en région Normandie.

## Géographie

### Localisation
La commune est traversée par l'avenue verte, itinéraire cyclable qui relie Paris à Londres.

### Hydrographie
La commune est située dans le bassin Seine-Normandie. Elle est drainée par l'Arques, la Varenne, le canal de la Varenne, le canal de Saint-Aubin-le-Cauf, la Béthune, la Varenne, le ruisseau des Fontaines et divers autres petits cours d'eau,.
L'Arques, d'une longueur de 67 km, prend sa source dans la commune de Gaillefontaine, à une altitude de 204 m (le cours d'eau porte alors le nom de rivière de la Béthune) et se jette  dans la Manche à Dieppe, après avoir traversé 24 communes. 
La Varenne, d'une longueur de 39 km, prend sa source dans la commune de Saint-Martin-Osmonville et se jette  dans l'Arques à Arques-la-Bataille, après avoir traversé 13 communes. 
Divers plans d'eau complètent le réseau hydrographique : le plan d'eau 1 de la commune de Arques-la-Bataille, d'une superficie totale de 8,9 ha (3,88 ha sur la commune), le plan d'eau 1 de la commune de Saint-Aubin-le-Cauf (5,01 ha), le plan d'eau 10 de la commune de Saint-Aubin-le-Cauf (1,53 ha), le plan d'eau 11 de la commune de Saint-Aubin-le-Cauf (3,57 ha), le plan d'eau 12 de la commune de Saint-Aubin-le-Cauf (1,53 ha), le plan d'eau 13 de la commune de Saint-Aubin-le-Cauf (1,08 ha), le plan d'eau 14 de la commune de Saint-Aubin-le-Cauf (1,91 ha), le plan d'eau 16 de la commune de Saint-Aubin-le-Cauf (2,19 ha), le plan d'eau 17 de la commune de Saint-Aubin-le-Cauf (2,83 ha), le plan d'eau 18 de la commune de Saint-Aubin-le-Cauf (0,42 ha), le plan d'eau 19 de la commune de Saint-Aubin-le-Cauf (5,15 ha), le plan d'eau 2 de la commune de Saint-Aubin-le-Cauf (3,17 ha), le plan d'eau 20 de la commune de Saint-Aubin-le-Cauf (5,52 ha), le plan d'eau 21 de la commune de Saint-Aubin-le-Cauf (3,51 ha), le plan d'eau 22 de la commune de Saint-Aubin-le-Cauf (1,63 ha), le plan d'eau 23 de la commune de Saint-Aubin-le-Cauf (2,54 ha), le plan d'eau 24 de la Commune de Saint-Aubin-le-Cauf (1,96 ha), le plan d'eau 25 de la Commune de Saint-Aubin-le-Cauf (2,92 ha), le plan d'eau 4 de la Commune de Saint-Aubin-le-Cauf (4,14 ha), le plan d'eau 5 de la Commune de Saint-Aubin-le-Cauf (18,21 ha), le plan d'eau 6 de la Commune de Saint-Aubin-le-Cauf (2,52 ha), le plan d'eau 7 de la Commune de Saint-Aubin-le-Cauf (1,86 ha), le plan d'eau 8 de la Commune de Saint-Aubin-le-Cauf (3,24 ha) et le plan d'eau 9 de la Commune de Saint-Aubin-le-Cauf (2,5 ha),.

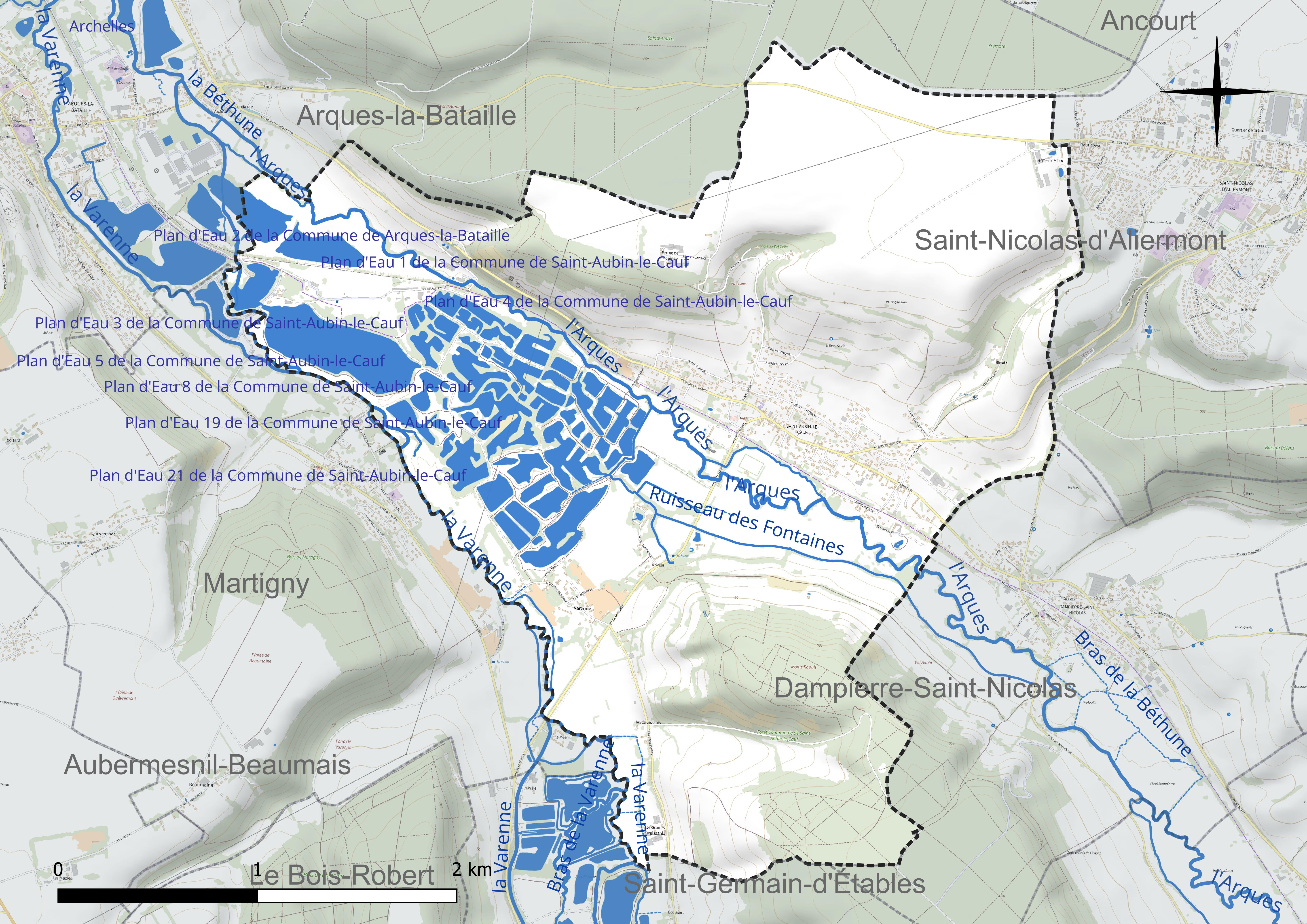
Réseau hydrographique de Saint-Aubin-le-Cauf.

### Climat
Pour des articles plus généraux, voir Climat de la Normandie et Climat de la Seine-Maritime.
En 2010, le climat de la commune est de type climat océanique altéré, selon une étude du CNRS s'appuyant sur une série de données couvrant la période 1971-2000. En 2020, Météo-France publie une typologie des climats de la France métropolitaine dans laquelle la commune est exposée à un climat océanique et est dans la région climatique Côtes de la Manche orientale, caractérisée par un faible ensoleillement (1 550 h/an) ; forte humidité de l’air (plus de 20 h/jour avec humidité relative > 80 % en hiver), vents forts fréquents. Parallèlement le GIEC normand, un groupe régional d’experts sur le climat, différencie quant à lui, dans une étude de 2020, trois grands types de climats pour la région Normandie, nuancés à une échelle plus fine par les facteurs géographiques locaux. La commune est, selon ce zonage, exposée à un « climat maritime », correspondant au Pays de Caux, frais, humide et pluvieux, légèrement plus frais que dans le Cotentin.
Pour la période 1971-2000, la température annuelle moyenne est de 10,7 °C, avec une amplitude thermique annuelle de 13,1 °C. Le cumul annuel moyen de précipitations est de 897 mm, avec 13,5 jours de précipitations en janvier et 8,4 jours en juillet. Pour la période 1991-2020, la température moyenne annuelle observée sur la station météorologique la plus proche, située sur la commune de Dieppe à 9 km à vol d'oiseau, est de 11,3 °C et le cumul annuel moyen de précipitations est de 805,2 mm,. Pour l'avenir, les paramètres climatiques de la commune estimés pour 2050 selon différents scénarios d’émission de gaz à effet de serre sont consultables sur un site dédié publié par Météo-France en novembre 2022.

## Urbanisme

### Typologie
Au 1er janvier 2024, Saint-Aubin-le-Cauf est catégorisée commune rurale à habitat dispersé, selon la nouvelle grille communale de densité à sept niveaux définie par l'Insee en 2022.
Elle est située hors unité urbaine. Par ailleurs la commune fait partie de l'aire d'attraction de Dieppe, dont elle est une commune de la couronne,. Cette aire, qui regroupe 62 communes, est catégorisée dans les aires de 50 000 à moins de 200 000 habitants,.

### Occupation des sols
L'occupation des sols de la commune, telle qu'elle ressort de la base de données européenne d’occupation biophysique des sols Corine Land Cover (CLC), est marquée par l'importance des territoires agricoles (64,2 % en 2018), en diminution par rapport à 1990 (67,2 %). La répartition détaillée en 2018 est la suivante : 
prairies (41,9 %), terres arables (22,3 %), eaux continentales (11 %), forêts (10,6 %), zones urbanisées (7,6 %), espaces verts artificialisés, non agricoles (4,1 %), zones industrielles ou commerciales et réseaux de communication (2,6 %). L'évolution de l’occupation des sols de la commune et de ses infrastructures peut être observée sur les différentes représentations cartographiques du territoire : la carte de Cassini (XVIIIe siècle), la carte d'état-major (1820-1866) et les cartes ou photos aériennes de l'IGN pour la période actuelle (1950 à aujourd'hui).

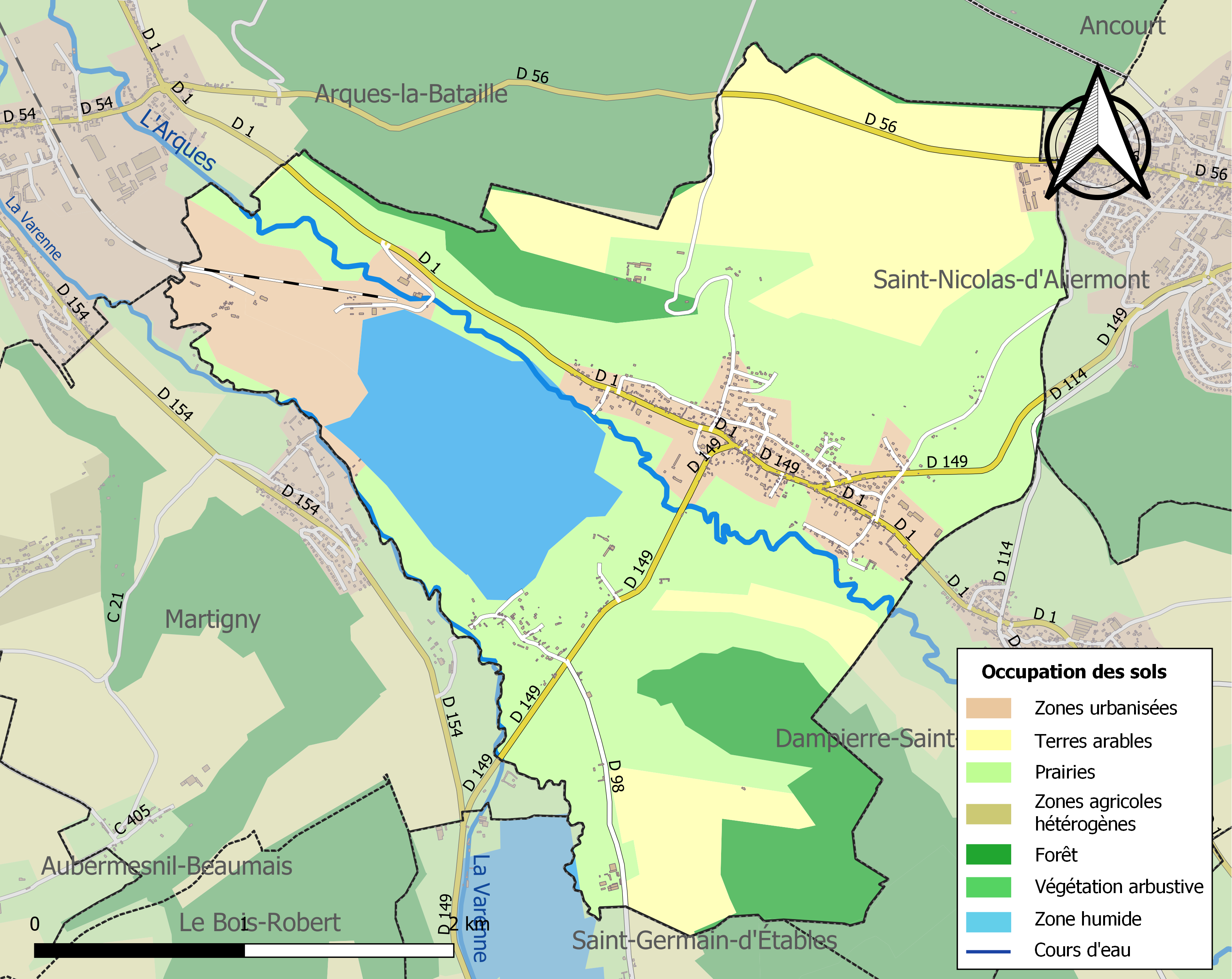
Carte des infrastructures et de l'occupation des sols de la commune en 2018 (CLC).

## Toponymie
Le nom de la localité est attesté sous la forme Sancti Albini en 1031, 1032 et en 1037, Ecclesia Sancti Albini en 1142, Saint Aulbin sur Arques en 1433, Saint Aubin le Cauf en 1477.

Saint Aubin est la dédicace d'un grand nombre de communes en Normandie, il s'agit d'un ancien évêque d'Angers au VIe siècle.
Le qualificatif n'est attesté qu'en 1400 sous la forme le Cault et à partir de 1477 sous sa forme actuelle. Cauf est la variante normanno-picarde de l'adjectif « chauve ». Le village doit son nom à l'un de ses seigneurs surnommé Le Cauf, c'est-à-dire « le Chauve ».

## Histoire
À l'origine, la seigneurie de Saint-Aubin-le-Cauf (Sancti Albini en 1031) était un plein fief de haubert, c'est-à-dire dont le possesseur était obligé de se faire armer chevalier et tenu de servir le roi. Saint-Aubin faisait alors partie du vaste domaine féodal des ducs de Normandie. Au XIe siècle (vers 1031), Robert le Magnifique duc de Normandie était seigneur châtelain de pays et possédait toutes les terres situées depuis Dieppe jusqu'à Douvrend, en passant par Arques et toute la forêt de l'Aliermont. Témoin de cette époque, la forteresse du château d'Arques construite en l'an mille est une des plus anciennes de France.
Le village était alors peuplé de 200 familles, soit environ 1000 âmes et possédait une tour (au lieu-dit de Noville) que Saint Louis céda à Eudes Rigaud (archevêque de Rouen de 1248 à 1275) en juillet 1262. À la fin du XIIe siècle, Richard Cœur de Lion céda le village à l'archevêque de Rouen qui le posséda jusqu'à la Révolution.
Dès 1568, les protestants tenaient publiquement des assemblées à Saint-Aubin. Ils ouvrirent un prêche en 1571 sur le domaine du seigneur dont le titre de fief leur assurait toute sécurité. Cette région de Normandie fut vaillamment défendue par Henri IV lui-même lors de ses guerres contre la Ligue pour conquérir son royaume avant d'abjurer.
L'église, remaniée au XIXe siècle, fut construite au XIIIe siècle dans l'enceinte du château seigneurial dont il reste notamment les mûrs de clôture. Sous le chœur, se trouvait un caveau sépulcral recueillant les corps des seigneurs-châtelains du village. À la Révolution, leurs restes sont dispersés et on bouche l'entrée de la sépulture.

## Histoire de la châtellenie de Saint-Aubin
Saint-Aubin-le-Cauf était la maison de champs de Claude Groulart, marquis de Torcy, premier président du parlement de Normandie et fondateur des hospices de Rouen. Il acheta cette terre à Louis de Montberon et y possédait un manoir où il aimait passer ses vacances. En 1592, Henri IV, vainqueur et blessé de la bataille d'Aumale :
«Bataille d'Aumale : Henri IV contre le duc de Parme. [Le roi] reçoit un coup dans les reins, pénètre le manoir de Claude Groulard par le petit pont en pierre et brique pour y séjourner quelques jours afin de se remettre de sa blessure (seule blessure sérieuse de toute sa vie)»
En signe de reconnaissance (vers 1603), le roi de France érige la seigneurie de Saint-Aubin en châtellenie en faveur de Claude Groulard, avec « droit de fourches patibulaires à quatre piliers», c'est-à-dire le droit de justice et de pendre aux piliers (au gibet). C'est dans les anciennes écuries à voûtes en ogive, soutenues par d'élégants piliers, que furent protégées des révolutionnaires les statues sépulcrales de Claude Groulard et de sa seconde épouse, Barbe Giffart. Ces tombeaux restèrent cachés jusqu'en 1841 où l'historien du Parlement de Normandie, Amable Floquet, les découvrit.
Plus tard, Antoinette Françoise Sidonie de Choiseul Gouffier, épouse en 1res noces en 1798 de Louis du Moucel, marquis de Torcy, descendant direct de Claude Groulard et dernier seigneur de St Aubin, alors propriétaire du château de Saint-Aubin, accorda les statues au département. Elles reposent toutes deux en la chapelle Saint-Étienne dans la cathédrale de Rouen.
Antoinette Françoise Sidonie de Choiseul épouse en secondes noces le duc de Fitz-James en 1825 et devient duchesse de Fitz-James. Elle réside dès lors au château de la Rivière-Bourdet. Elle meurt en 1862 sans héritier direct, le château et les terres de Saint-Aubin sont alors vendus aux enchères à Paris et à Dieppe. Le domaine sera resté propriété de la famille Groulard durant 250 ans.
Sur l'emplacement des fondations féodales, les descendants de Claude Groulard font élever au XVIIIe siècle un château moderne en brique rose et pierre, couvert de toits à la Mansart.
Ses fondations, le pont témoin du passage d'Henri IV qui enjambe les anciennes douves, le four à pain ainsi que les écuries voutées en ogive demeurent des vestiges des XIIIe et XVIe siècles.
Par la suite, le château changea de propriétaires à plusieurs reprises. En 1926, M. Dupuis propriétaire et fermier exploitant des terres, fait inscrire les écuries voutées en ogives aux monuments historiques.
Dans les années 1930, Grace Wishaar achète ce château qui devient en en 1934 aussi la résidence du champion du monde d'échecs d'Alexandre Alekhine lorsqu'elle épouse en 1934. Durant la Seconde Guerre Mondiale, il est utilisé par un régiment de l'armée allemande comme hôpital, et le château possède encore des marques des aménagements des soldats. À la mort de son mari en 1946, Grace Wishaar (devenue Grace Alekhine) vend le château à la famille des propriétaires actuels, en mauvais état.

## Politique et administration
| Période                                  | Période                    | Identité               | Étiquette | Qualité                                   |
| ---------------------------------------- | -------------------------- | ---------------------- | --------- | ----------------------------------------- |
| Les données manquantes sont à compléter. |                            |                        |           |                                           |
| 1843                                     |                            | Lefan                  |           |                                           |
|                                          |                            | Michel Patrice Hinfray |           |                                           |
|                                          |                            | Eugène Henri Hinfray   |           | Juge de Paix suppléant du canton de Tôtes |
| 1874                                     | 1901                       | Assuérus Blondel       |           | Herbager                                  |
| 1912                                     | 1923                       | Louis Duvivier         |           | Cultivateur                               |
| 1927                                     |                            | Bouquet                |           |                                           |
| 1935                                     |                            | Bréard                 |           |                                           |
| Les données manquantes sont à compléter. |                            |                        |           |                                           |
| 1962                                     |                            | Manoury                |           |                                           |
| mars 1971                                | 1977                       | André Fontaine         |           |                                           |
| 1989                                     | juillet 2015               | Christian Pajot        |           | Enseignant. Décédé en fonction            |
| septembre 2015                           | mai 2020                   | Anny Boudet            |           | Enseignante retraitée                     |
| mai 2020,                                | En cours (au 10 août 2020) | Christophe Dequesne    |           | Entrepreneur paysagiste à la retraite     |

## Démographie
L'évolution du nombre d'habitants est connue à travers les recensements de la population effectués dans la commune depuis 1793. Pour les communes de moins de 10 000 habitants, une enquête de recensement portant sur toute la population est réalisée tous les cinq ans, les populations de référence des années intermédiaires étant quant à elles estimées par interpolation ou extrapolation. Pour la commune, le premier recensement exhaustif entrant dans le cadre du nouveau dispositif a été réalisé en 2006.

En 2022, la commune comptait 832 habitants, en évolution de −3,03 % par rapport à 2016 (Seine-Maritime : +0,35 %, France hors Mayotte : +2,11 %).
| 1793 | 1800 | 1806 | 1821 | 1831 | 1836 | 1841 | 1846 | 1851 |
| ---- | ---- | ---- | ---- | ---- | ---- | ---- | ---- | ---- |
| 520  | 522  | 525  | 583  | 650  | 637  | 687  | 652  | 652  |

| 1856 | 1861 | 1866 | 1872 | 1876 | 1881 | 1886 | 1891 | 1896 |
| ---- | ---- | ---- | ---- | ---- | ---- | ---- | ---- | ---- |
| 650  | 625  | 616  | 641  | 634  | 654  | 635  | 653  | 641  |

| 1901 | 1906 | 1911 | 1921 | 1926 | 1931 | 1936 | 1946 | 1954 |
| ---- | ---- | ---- | ---- | ---- | ---- | ---- | ---- | ---- |
| 632  | 672  | 713  | 715  | 696  | 645  | 607  | 596  | 560  |

| 1962 | 1968 | 1975 | 1982 | 1990 | 1999 | 2006 | 2011 | 2016 |
| ---- | ---- | ---- | ---- | ---- | ---- | ---- | ---- | ---- |
| 552  | 534  | 563  | 672  | 747  | 747  | 861  | 918  | 858  |

| 2021 | 2022 | - | - | - | - | - | - | - |
| ---- | ---- | - | - | - | - | - | - | - |
| 835  | 832  | - | - | - | - | - | - | - |

## Culture locale et patrimoine

### Lieux et monuments
- La Châtellenie[36] : château du XVIIIe siècle construit sur d'imposantes fondations féodales, ancienne demeure du champion du monde d'échecs russe naturalisé français Alexander Alekhine.
- Église Saint-Aubin.

### Personnalités liées à la commune
- Alexandre Alekhine (1892-1946) et sa femme Grace Wishaar (1876-1956), lui champion du monde d'échecs, et elle peintre et joueuse d'échecs ont habité le château de Saint-Aubin-le-Cauf.

### Héraldique
| Armes de Saint-Aubin-le-Cauf | Les armes de la commune de Saint-Aubin-le-Cauf se blasonnent ainsi : Deux écus ovales accolés : 1) Écartelé : aux 1er et 4e d’azur au chevron d'or, accompagné de 3 merlettes d’argent; aux 2e et 3e d'azur à la bande d'argent chargée de trois quintefeuilles de gueules. 2) D'azur à trois châteaux couverts à l’antique, chacun avec ses tours latérales girouettées, le tout d’or. |